# Russia ai Giochi olimpici
La Russia ha partecipato per la prima volta ai Giochi olimpici nel 1900 come Impero Russo. Dopo la rivoluzione del 1917 gli atleti russi non parteciparono alle Olimpiadi fino al 1952, quando ripresero a parteciparvi sotto la bandiera dell'Unione Sovietica, mentre nel 1992 fecero parte della Squadra Unificata. Dal 1994 la Russia ha ripreso a partecipare ufficialmente per poi essere esclusa a partire dal 2018 dopo le accuse di doping di Stato; da allora alcuni atleti hanno potuto gareggiare come invitati del Comitato Olimpico Internazionale.

## Medaglieri

### Medaglie ai Giochi estivi
| Giochi           | Oro                                | Argento                            | Bronzo                             | Totale                             |
| ---------------- | ---------------------------------- | ---------------------------------- | ---------------------------------- | ---------------------------------- |
| Atene 1896       | non partecipante                   | non partecipante                   | non partecipante                   | non partecipante                   |
| Parigi 1900      | 0                                  | 0                                  | 0                                  | 0                                  |
| Saint Louis 1904 | non partecipante                   | non partecipante                   | non partecipante                   | non partecipante                   |
| Londra 1908      | 1                                  | 2                                  | 0                                  | 3                                  |
| Stoccolma 1912   | 0                                  | 2                                  | 3                                  | 5                                  |
| 1916-1948        | non partecipante                   | non partecipante                   | non partecipante                   | non partecipante                   |
| 1952-1988        | come parte dell'Unione Sovietica   | come parte dell'Unione Sovietica   | come parte dell'Unione Sovietica   | come parte dell'Unione Sovietica   |
| Barcellona 1992  | come parte della Squadra Unificata | come parte della Squadra Unificata | come parte della Squadra Unificata | come parte della Squadra Unificata |
| Atlanta 1996     | 26                                 | 21                                 | 16                                 | 63                                 |
| Sydney 2000      | 32                                 | 28                                 | 28                                 | 88                                 |
| Atene 2004       | 27                                 | 27                                 | 38                                 | 92                                 |
| Pechino 2008     | 23                                 | 21                                 | 28                                 | 72                                 |
| Londra 2012      | 24                                 | 26                                 | 32                                 | 82                                 |
| Rio 2016         | 19                                 | 18                                 | 19                                 | 56                                 |
| Tokyo 2020       | Esclusa                            | Esclusa                            | Esclusa                            | Esclusa                            |
| Totale           | 152                                | 145                                | 164                                | 461                                |

### Medaglie ai Giochi invernali
| Giochi                        | Oro                                | Argento                            | Bronzo                             | Totale                             |
| ----------------------------- | ---------------------------------- | ---------------------------------- | ---------------------------------- | ---------------------------------- |
| 1924-1952                     | non partecipante                   | non partecipante                   | non partecipante                   | non partecipante                   |
| 1956-1988                     | come parte dell'Unione Sovietica   | come parte dell'Unione Sovietica   | come parte dell'Unione Sovietica   | come parte dell'Unione Sovietica   |
| Albertville 1992              | come parte della Squadra Unificata | come parte della Squadra Unificata | come parte della Squadra Unificata | come parte della Squadra Unificata |
| Lillehammer 1994              | 11                                 | 8                                  | 4                                  | 23                                 |
| Nagano 1998                   | 9                                  | 6                                  | 3                                  | 18                                 |
| Salt Lake City 2002           | 5                                  | 4                                  | 4                                  | 13                                 |
| Torino 2006                   | 8                                  | 6                                  | 8                                  | 22                                 |
| Vancouver 2010                | 3                                  | 5                                  | 7                                  | 15                                 |
| Soči 2014 (nazione ospitante) | 13                                 | 11                                 | 9                                  | 33                                 |
| Pyeongchang 2018              | Esclusa                            | Esclusa                            | Esclusa                            | Esclusa                            |
| Pechino 2022                  | Esclusa                            | Esclusa                            | Esclusa                            | Esclusa                            |
| Totale                        | 49                                 | 40                                 | 35                                 | 124                                |